# 金象站
金象站是南宁轨道交通2号线的地铁车站，位于中华人民共和国广西壮族自治区南宁市良庆区银海大道和玉洞大道交叉口地下。
本站于2017年12月28日随2号线开通而投入使用，设有2个出入口和1个岛式站台。
。

## 设施

### 结构
本站设有2层，地面为出入口，地下一层为站厅，地下二层为2号线月台（往西津／玉洞站）的位置。
| 地面     | 出入口                  | 出入口                   |
| 地下一层 | 大堂                    | 客服中心、商店、自助服務 |
| 地下二层 |                         | █ 2号线列車往西津站方向  |
| 地下二层 | 島式月台                |                          |
| 地下二层 | █ 2号线列車往玉洞站方向 |                          |

### 出入口
本站形似狹長的方形，設有4個出入口，其中初期建设2个出入口，其中 出入口设有无障碍电梯。
| 出口編號            | 建議前往的目的地                                  | 照片 |
| ------------------- | ------------------------------------------------- | ---- |
| A出入口             | 预留口                                            |      |
| B出入口             | 银海华庭小区 瑞和家园小区 广百汇超市 中国工商银行 |      |
| C出入口             | 预留口                                            |      |
| D出入口             | 英华嘉园小区 英华学校                             |      |
| 注： 設有无障碍电梯 |                                                   |      |